# Mount Anakiwa
Mount Anakiwa ist ein 2640 m hoher Berg im ostantarktischen Viktorialand. In der Mountaineer Range ragt er 5 km nördlich des Mount Supernal auf.
Die Nordgruppe der New Zealand Geological Survey Antarctic Expedition (1966–1967) benannte ihn nach der Cobham Outward Bound School im neuseeländischen Anakiwa, Marlborough District.